# Cheilanthes acrostica
Cheilanthes acrostica is een zeldzame varen uit de lintvarenfamilie (Pteridaceae), afkomstig uit het Middellandse Zeegebied en Macaronesië.

## Naamgeving enetymologie
- Synoniemen: Pteris acrosticha Balb. (1801), Cheilanthes odora Sw. (1806) nom. illeg., Cheilanthes pteridioides auct., non (Reichard) C. Chr., Cheilanthes fragans auct., non (L. fil.) Sw.
- Frans: Cheilanthès faux ptéris

De botanische naam Cheilanthes is afgeleid van het Oudgriekse χεῖλος (cheilos), "lip" of "rand" en ἄνθος (ánthos), "bloem", naar de sporenhoopjes die op de rand van het blad gelegen zijn. De soortaanduiding acrostica is een verbastering van het denkelijke Oudgrieks ἀκρόστιχος (τά ἀκρόσστιχα voor naamvers is werkelijk geattesteerd). Deze naam is afgeleid van ἄκρος, "uitstekend" en στίχος, "rij".

## Kenmerken
Cheilanthes acrostica is een kleine varen met een korte rizoom en in bundels geplaatste bladen, met een bruine bladsteel, dicht bezet met rode, lijnlancetvormige schubben en even lang of iets langer dan de bladschijf zelf. De bladschijf is tot 25 cm lang, ovaal tot small driehoekig, twee- tot driemaal geveerd, met langwerpige, aan de rand gelobde bladslipjes met een stompe top, aan de bovenzijde onbehaard, aan de onderzijde eveneens onbehaard of voorzien van schubben.
De sporenhoopjes staan aan de onderzijde langs de rand van de blaadjes, beschermd door het pseudoindusium, een omgekrulde, vliezige strook van de bladrand, tot 1 mm breed, voorzien van franje aan de rand. Er zijn geen echte dekvliesjes.

## Habitaten verspreiding
C. acrostica is een lithofytische varen die een voorkeur heeft voor warme en zonnige rotsspleten in kalksteen, maar hij wordt ook wel aangetroffen op kwartsiet en zandsteen en eveneens op oude muren.
Hij komt voor in het ganse Middellandse Zeegebied (onder andere in Israël, Marokko, Italië, het zuiden van Spanje en Zuid-Frankrijk) en in Macaronesië, de eilandengroep die de Canarische Eilanden, Madeira, de Azoren en de Kaapverdische Eilanden omvat, maar is overal zeldzaam.
... · C. acrostica · C. guanchica · C. hispanica · C. maderensis · C. micropteris · C. pulchella · C. tinaei · ...